# Colongitude
La colongitude est, en astronomie et pour un objet céleste, la longitude du terminateur ascendant, c'est-à-dire de la ligne séparant l'hémisphère éclairé par le Soleil de celui qui ne l'est pas et sur laquelle le Soleil est perçu comme se levant, mesurée à partir du premier méridien de cet objet. Par extension, la colongitude d'un point d'un objet céleste est égale à celle du terminateur lorsque celui-ci atteint ce point.

## Lune
La notion de colongitude est surtout utilisée à propos de la Lune et l'on parle dans ce cas de colongitude sélénographique (ou colongitude lunaire). Au cours d'une lunaison, la valeur de la colongitude sélénographique passe de 0° à 359° avec une progression d'environ 12,19° sélénographiques par jour, soit 0,508° par heure.
L'avance du terminateur est observable sur l'espace d'un quart d'heure à l'aide d'un petit instrument à fort grossissement (environ 100 fois).
Le lever du Soleil atteint le premier méridien lunaire lorsque la Lune est à son premier quartier. À cet endroit, la colongitude sélénographique est définie comme égale à 0°. Ainsi, la colongitude passe à 90° à la pleine Lune, 180° au dernier quartier et 270° à la nouvelle Lune. La colongitude du terminateur descendant est quant à elle égale la colongitude sélénographique plus 180°.
Tous les reliefs situés sur la même ligne du terminateur, donc éclairés sous le même angle par le Soleil, présentent la même colongitude. Cette valeur est mentionnée dans les almanachs d'astronomie et les atlas lunaires. Elle est d'un intérêt particulier car le faible angle d'incidence de la lumière au terminateur permet de mettre en valeur les caractéristiques du relief grâce aux ombres nettes qu'elle projette : les régions situées près du terminateur sont généralement les plus favorables pour une observation ou une photographie au télescope.
La colongitude lunaire permet de mesurer la hauteur des reliefs grâce à la formule suivante :
{\displaystyle H=L\times \tan J}
où {\displaystyle H} est la hauteur du relief considéré, {\displaystyle L} est la longueur apparente de l'ombre projetée et {\displaystyle J} est la colongitude.